# Parlamentswahl in Nauru 2016
Die Parlamentswahl in Nauru 2016 fand am 9. Juli statt. Am 10. Juni 2016 wurde das Parlament von Präsident Baron Waqa nach Ablauf seiner dreijährigen Amtszeit aufgelöst. Der Sprecher Ludwig Scotty rief die Wahlen zum 9. Juli aus.

## Wahlsystem
Die 19 Mitglieder des Parlaments wurden aus acht Wahlkreisen mit mehreren Mitgliedern nach dem Dowdall-System gewählt, einer Version des Rangwahlverfahrens; die Wähler wählten Kandidaten, wobei die Stimmen als Bruchteil von 1 gezählt wurden, geteilt durch die Ranglistennummer (z. B. wird ein zweitplatzierter Kandidat als ½ bewertet); die Kandidaten mit der höchsten Gesamtzahl wurden gewählt.

## Ergebnis
Die Ergebnisse waren wie folgt:
Die Regierung behielt elf ihrer zwölf Sitze; nur Ludwig Scotty, der scheidende Parlamentspräsident, verlor seinen Sitz, errang ihn aber bei einer Nachwahl am 30. Mai 2019 wieder. Im Gegensatz dazu verteidigten nur zwei der bisherigen sieben Oppositionsabgeordneten ihre Sitze, nämlich Kieren Keke in Yaren und Riddell Akua in Anabar.
Charmaine Scotty blieb die einzige weibliche Abgeordnete im Parlament.
- Opposition: 2
- Sonst.: 6
- Regierung: 11

## Nach der Wahl
Das Parlament tagte am 13. Juli. Die neuen Stellvertreter schlossen sich alle der Mehrheit des Präsidenten an, so dass Baron Waqa mit sechzehn zu zwei Stimmen gegen den Oppositionskandidaten Riddell Akua wiedergewählt werden konnte. Cyril Buraman wurde zum Sprecher des Parlaments gewählt. Kurz darauf schloss sich der neue Abgeordnete Sean Oppenheimer der Opposition an, wodurch sich die Zahl der Oppositionellen auf drei erhöhte (Riddell Akua, Kieren Keke und er selbst).